# Eparchia Bejrutu (chaldejska)
Eparchia Bejrutu (łac. Eparchia Berytensis Chaldæorum) – eparchia Kościoła chaldejskiego, obejmująca wszystkich wiernych tego obrządku zamieszkałych w Libanie. Została erygowana 3 lipca 1957. Podlega bezpośrednio chaldejskiemu patriarsze Bagdadu.

## Główne świątynie
- Katedra: Katedra św. Rafała w Babdzie

## Eparchowie
- Gabriel Naamo (1957–1964)
- Gabriel Ganni (1964–1966)
- Raphaël BiDawid (1966–1989)
- Michel Kassarji (od 2001)